# Bilcze (stacja kolejowa)
Bilcze (ukr. Більче, ros. Бильче) – stacja kolejowa w rejonie stryjskim, w obwodzie lwowskim, na Ukrainie. Nazwa pochodzi od pobliskiej miejscowości Bilcze.
Stacja powstała w czasach Austro-Węgier na linii Kolei Arcyksięcia Albrechta. Wówczas oraz przed II wojną światową nosiła nazwę Bilcze-Wolica.